# Riccardo Pozzo
Riccardo Pozzo (Milano, 7 giugno 1959) è un filosofo e storico della filosofia italiano.

## Biografia
Laureato in filosofia all'Università Statale di Milano nel 1983, ha conseguito il dottorato nel 1988 alla Universität des Saarlandes e la abilitazione nel 1995 alla Universität Trier. Nel 1996 è andato negli Stati Uniti per insegnare Kant e Hegel alla Catholic University of America a Washington. Nel 2003 è tornato in Italia alla Cattedra di Storia della filosofia dell'Università di Verona.
Dal 2009 al 2012 è succeduto a Tullio Gregory alla direzione dell'Istituto per il Lessico Intellettuale Europeo e Storia delle Idee - CNR. Dal 2012 al 2017 ha diretto il Dipartimento Scienze Umane e Sociali, Patrimonio Culturale - CNR. Nel 2019 è chiamato alla Cattedra di Storia della Filosofia dell'Università di Roma Tor Vergata. È stato eletto membro della Accademia degli Agiati di Scienze, Lettere e Arti, della Pontifical Academy of Social Sciences, della European Academy of Sciences and Arts, della Academia Europaea e overseas member della International Confucian Association.  
Ordine al merito della Repubblica Federale di Germania, è stato esperto dello Horizon 2020 Programme Committee Configuration Research Infrastructures, membro dello Scientific Review Group for the Humanities della European Science Foundation, presidente del comitato di programma del 24º Congresso Mondiale di Filosofia, organizzato dalla Fédération Internationale des Sociétés de Philosophie a Pechino nel 2018 e membro del comitato organizzatore del 25º Congresso Mondiale di Filosofia Roma 2024.

## Ricerca
Storico della filosofia e autore di monografie e articoli sull’aristotelismo, la storia della logica (dal Rinascimento a Kant e Hegel), la storia della filosofia cinese, Pozzo ha portato avanti la creazione di infrastrutture di ricerca per una migliore comprensione dei testi filosofici e scientifici che hanno plasmato il patrimonio culturale dell’umanità. Caratteristica specifica dell’approccio di Pozzo alla lessicografia durante il suo mandato presso l’Istituto per il Lessico Intellettuale Europeo e Storia delle Idee è l’uso della IT (Information Technology) per la documentazione e l’elaborazione di dati linguistici e testuali in greco antico, inglese, francese, tedesco, latino e italiano.
Come membro del gruppo dei curatori della nuova edizione di Kant promossa dalla Berlin-Brandenburgische Akademie der Wissenschaften ha editato dodici degli scritti a stampa di Kant: Nova dilucidatio, Geschichte Erdbeben, Monadologia physica, Theorie der Winde, Entwurf Geographie, Optimismus, Spitzfindigkeit, De mundi, Racen, Menschenrace, Büchernachdruck, Buchmacherey.

## Storia della filosofia e società riflessiva
Come molte altre discipline, anche la storia della filosofia oggi sta assumendo una prospettiva globale. Pozzo offre nuove definizioni e sperimenta pratiche incentrate sulle interazioni culturali europeo-cinesi, prese come inizio per estendere il modello ad altre culture. La ricerca di Pozzo riguarda l’innovazione, la riflessione e l’inclusione. L’innovazione culturale è qualcosa di reale che completa l’innovazione sociale e tecnologica fornendo alla società riflessiva spazi di scambio nei quali i cittadini condividono le proprie esperienze e fanno propri i contenuti dei beni comuni. Stiamo parlando di spazi pubblici come università, accademie, biblioteche, musei, centri scientifici, ma anche di qualsiasi luogo nel quale si verificano attività di co-creazione, ad es. le infrastrutture di ricerca come DARIAH-Digital Research Infrastructure for the Arts and the Humanities. A questo livello, l’innovazione sociale diventa riflessiva e genera l’innovazione culturale.

## Innovazione sociale e culturale
Una linea di ricerca si concentra sull’introduzione della nozione di innovazione culturale, che richiede un ripensamento dei processi di co-creazione. Pozzo contrasta la dimensione dell’innovazione culturale con quelle di altre forme di innovazione, compiendo un tentativo senza precedenti di enucleare processi e prodotti dell’innovazione culturale, dimostrando al contempo la loro operatività in alcuni casi di studio.

## Migrazioni e scienze umane
Pozzo riflette sulle sfide metodologiche, concettuali ed epistemologiche della ricerca sulle migrazioni. Elabora esempi concreti per configurare le migrazioni come un settore che accende un dialogo tra discipline tra loro molto diverse come la sociologia, la narratologia, le scienze della comunicazione, la IT, le scienze politiche, la psicologia sociale, gli studi religiosi, l’economia, i diritti umani, il patrimonio culturale e la museologia in quanto hanno accesso ai dati resi disponibili dalle infrastrutture di ricerca, le scienze sociali computazionali e l’informatica umanistica. Le migrazioni accompagnano l’intera storia delle civiltà, coinvolgendo relazioni e scambi continui tra le culture e traduzioni da e per diversi contesti linguistici, economici, politici e culturali. Le migrazioni offrono esempi convincenti per configurare l’impatto dell’innovazione culturale poiché richiedono trasferimenti di culture, conoscenze e competenze. Le sfide epistemologiche hanno come obiettivo ultimo di contribuire a un cambiamento di mentalità per quanto riguarda la riflessione e l’inclusione nei gruppi target attivi nelle infrastrutture sociali come l’istruzione, l’apprendimento permanente, l’assistenza sanitaria, la mobilità e la rigenerazione urbana.

### Monografie
1. History of Philosophy and the Reflective Society (De Gruyter: Berlin/Boston, 2021), DOI: https://doi.org/10.1515/9783110709292  (Open access)
2. Kant y el problema de una introducción a la lógica, transl. Javier Sánchez-Arjona Voser (Madrid: Maia, 2016), ISBN 9788492724628
3. Adversus Ramistas: Kontroversen über die Natur der Logik am Ende der Renaissance (Basel: Schwabe, 2012), ISBN 9783796528187
4. Georg Friedrich Meiers Vernunftlehre: Eine historisch-systematische Untersuchung (Stuttgart-Bad Cannstatt: Frommann-Holzboog, 2000), ISBN 3772820239
5. Kant und das Problem einer Einleitung in die Logik: Ein Beitrag zur Rekonstruktion der historischen Hintergründe von Kants Logik-Kolleg (Frankfurt: Lang, 1989), ISBN 3631407289
6. Hegel: Introductio in Philosophiam: Dagli studi ginnasiali alla prima logica 1782-1801 (Firenze: La Nuova Italia, 1989), ISBN 8822107063

### Articoli
1. "Berlin-Brandenburgische Akademie der Wissenschaften (ed.), Kants gesammelte Schriften. Neuedition der Abtheilung I (Werke)". Berlin/Boston: De Gruyter, 2023 -, 9 volumes.
2. (coauthors Andrea Filippetti, Mario Paolucci e Vania Virgili) "What Does Cultural Innovation Stand for? Dimensions, Processes, Outcomes of a New Innovation Category", Science and Public Policy, 47 (2020), #3, 425-433 (Open access)
3. “G. F. Meiers rhetorisierte Logik und die freien Künste,” Rhetorica: A Journal of the History of Rhetoric 36 (2018), #2, 160-178. ISSN 0734-8584
4. (coauthor Vania Virgili) “Social and Cultural Innovation: Research Infrastructures Tackling Migration,” Diogenes: International Journal of Human Sciences 64 (2017), 1-6
5. (coauthor Vania Virgili) “Governing Cultural Diversity: Common Goods, Shared Experiences, Spaces for Exchange,” Economia della cultura: Rivista trimestrale dell’Associazione per l’Economia della Cultura 26 (2016), 41-47